# 大黃彎貝介
大黃彎貝介（学名：Loxoconcha radixis）为彎貝介科彎貝介屬下的一个种。